# Rendille jezik
Rendille jezik (randile, rendile; ISO 639-3: rel), istočnokušitski jezik uže skupine rendille-boni, afrazijska porodica, kojim govori 34 700 ljudi(2006) iz kenijskog pastirskog naroda Rendille, nastanjenih između jezera Turkana i planine Marsabit.
Pleme Ariaal koje kao uzgajivači goveda (sjeverni Rendille su uzgajivači deva) živi u blizini plemena Samburu govori Samburu jezikom [saq]. U upotrebi su i kiswahili [swh] ili engleski [eng].

## Vanjske poveznice
- Ethnologue (14th)
- Ethnologue (15th)